# Tayte Ryan
Tayte Ryan (* 9. Februar 2006 in Adelaide) ist ein australischer Bahnradsportler, der auf Kurzzeitdisziplinen spezialisiert ist.

## Sportlicher Werdegang
Ryan schloss sich 2020 dem Radsportverein von Port Adelaide an, wo er Bekanntschaft mit dem Bahnradsport machte. 2022 gewann er drei Silbermedaillen bei den australischen Schülermeisterschaften. Im Jahr darauf wurde er dreifacher australischer Meister bei den Junioren und wurde zu den Junioren-Weltmeisterschaften entsandt, wo er den Titel im Zeitfahren holte. 2024 wurde er gar zweifacher Junioren-Weltmeister, im Sprint sowie im Zeitfahren. Durch seine Zeit von 59,875 Sekunden über 1000 Meter drückte er den Zeitfahr-Weltrekord für Junioren erstmals unter eine Minute.
Im Herbst 2024 wurde Ryan zur Track Champions League eingeladen. Anfang 2025 gewann er bei den Ozeanienmeisterschaften erstmals zwei Medaillen in der Elite.

## Erfolge
2023
 Australischer Meister (Junioren) – Sprint, Keirin, Zeitfahren
 Commonwealth Youth Games – Sprint, Keirin, Zeitfahren
 Weltmeister (Junioren) – Zeitfahren
 Weltmeisterschaften (Junioren) – Sprint
2024
 Ozeanienmeister (Junioren) – Sprint, Keirin, Zeitfahren, Teamsprint (mit Xavier Bland und Noah Mason)
 Australischer Meister (Junioren) – Sprint, Keirin, Zeitfahren, Teamsprint (mit Niel Van Niekerk und Kai Arbery)
 Weltmeister (Junioren) – Sprint, Zeitfahren
2025
 Ozeanienmeisterschaften – Zeitfahren
 Ozeanienmeisterschaften – Teamsprint (mit Maxwell Liebeknecht und Byron Davies)